# Precis amestris
Precis amestris är en fjärilsart som beskrevs av Dru Drury 1782. Precis amestris ingår i släktet Precis och familjen praktfjärilar. Inga underarter finns listade i Catalogue of Life.